# مصطلحات علم التصوف
مصطلحات علم التصوف هي اصطلاحات يَتميز بها الصوفية عن غيرهم بالإشارة لحالات معينة وبما أن لكل فن من الفنون أو علم من العلوم مثل الفقه والحديث والمنطق والنحو والهندسة والجبر والفلسفة اصطلاحات خاصة به، لا يعلمها إلا أرباب ذلك العلم، ومن قرأ كتب علم من العلوم دون أن يعرف اصطلاحاته، أو يطلع على رموزه وإشاراته، فإنه يؤول الكلام تأويلات شتى مغايرة لما يقصده العلماء، ومناقضة لما يريده الكاتبون فيتيه ويضل، كذلك للصوفية اصطلاحاتهم التي قامت بعض الشيء مقام العبارة في تصوير مدركاتهم ومواجيدهم، حين عجزت اللغة عن ذلك، فلا بد لمن يريد الفهم عنهم من صحبتهم حتى تتضح له عباراتهم، ويتعرف على إشاراتهم ومصطلحاتهم. قال بعض الصوفية: نحن قوم يحرم النظر في كتبنا على من لم يكن من أهل طريقنا.
قال الشيخ عبد الوهاب الشعراني: سمعت سيدي عليا الخواص يقول: إياك أن تعتقد يا أخي إذا طالعت كتب القوم، وعرفت مصطلحهم في ألفاظهم أنك صرت صوفيا، إنما التصوف التخلق بأخلاقهم، ومعرفة طرق استنباطهم لجميع الآداب والأخلاق التي تحلوا بها من الكتاب والسنة.
وإن كلام الصوفية في تحذير من لا يفهم كلامهم ولا يعرف اصطلاحاتهم من قراءة كتبهم ليس من قبيل كتم العلم، ولكن خوفا من أن يفهم الناس من كتبهم غير ما يقصدون، وخشية أن يؤولوا كلامهم على غير حقيقته، فيقعوا في الإنكار والاعتراض، شأن من يجهل علما من العلوم. لأن المطلوب من المؤمن أن يخاطب الناس بما يناسبهم من الكلام وما يتفق مع مستواهم في العلم والفهم والاستعداد.

## كتب جمعت مصطلحات التصوف
وضع الصوفية كتبا لمعرفة مصطلحاتهم وعلومهم، منها:
- التعرف على مذهب أهل التصوف، تأليف: أبو بكر الكلاباذي، المتوفى سنة 380 هـ.
- اصطلاحات الصوفية، تأليف: عبد الرزاق القاشاني.
- معجم الكلمات الصوفية، تأليف: أحمد النقشبندي الخالدي.
- المعجم الصوفي، تأليف: سعاد الحكيم.
- معجم ألفاظ الصوفية، تأليف: حسن الشرقاوي.
- المصطلح الصوفي بين التجربة والتأويل، تأليف: محمد المصطفى عزام.